# Жировий плавець

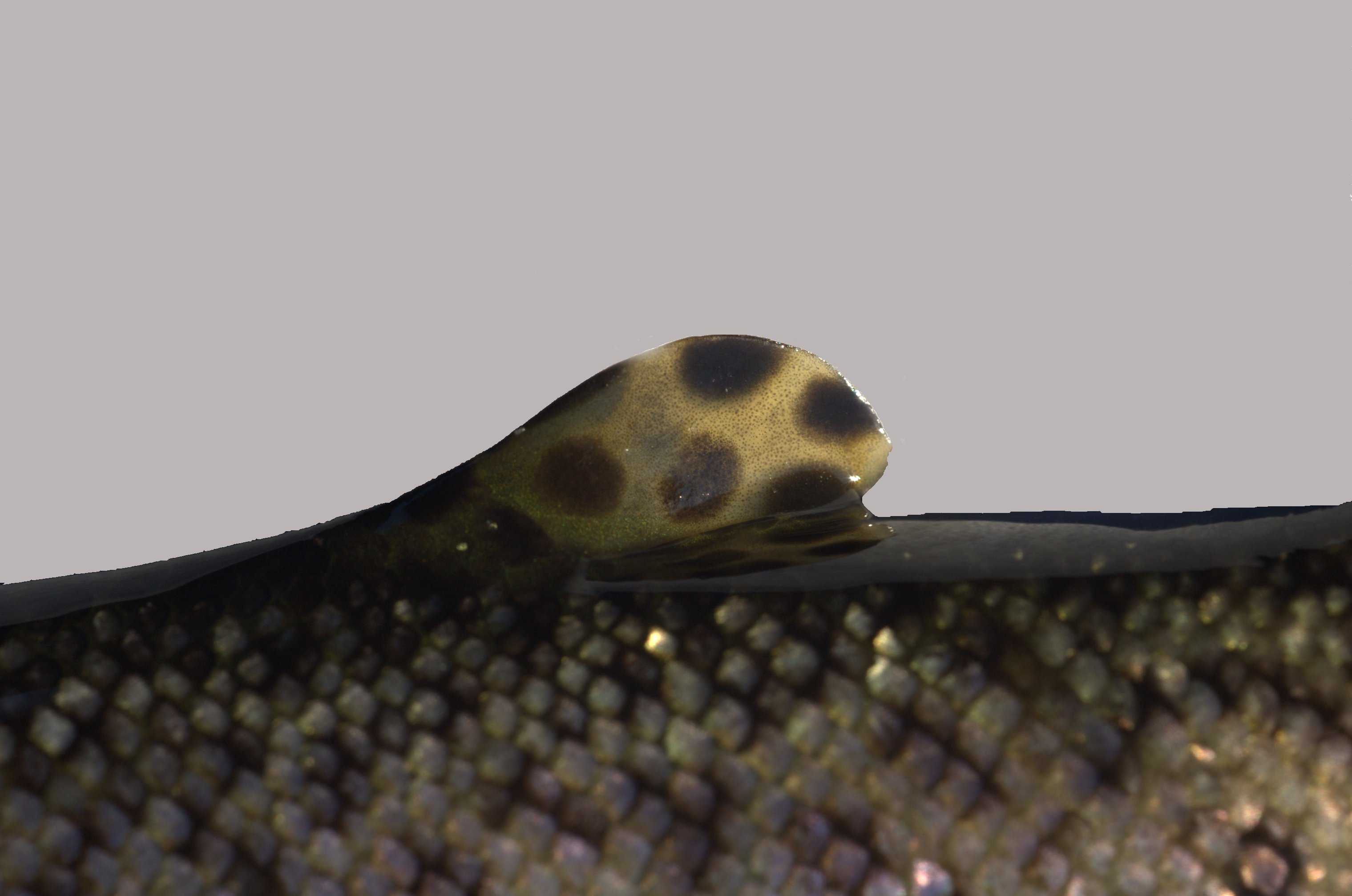
Жировий плавець у пструга

Особливий вид спинного плавця. Він м'який, легко згинається, позбавлений променів і багатий жиром. Цей тип плавця характерний для рядів лососеподібних, харациноподібних і сомоподібних риб.

Жировий плавець знаходиться під цифрою 4